# Ultraman (manga)
Ultraman è una serie manga giapponese scritta da Eiichi Shimizu e disegnata da Tomohiro Shimoguchi, autori di Linebarrels of Iron. È pubblicata sulla rivista Monthly Hero's sin dal numero inaugurale uscito il 1º ottobre 2011. Fa parte del franchise di Ultraman ed è un manga sequel della serie televisiva del 1966. La serie è stata raccolta in 21 volumi tankōbon entro febbraio 2025.
Un adattamento original net anime (ONA) in 3DCG, co-prodotto da Production I.G e Sola Digital Arts, è stato distribuito su Netflix nell'aprile 2019. Una seconda stagione è uscita nell'aprile 2022, mentre una terza e ultima stagione è stata pubblicata l'11 maggio 2023.

## Trama
Sono passati decenni dagli eventi di Ultraman, e il leggendario Gigante della Luce (光の巨人?, Hikari no Kyojin) è ormai solo un ricordo, poiché si ritiene sia tornato al suo pianeta natale dopo aver sconfitto numerosi alieni giganti che avevano invaso la Terra. Shinjiro, figlio di Shin Hayata, sembra possedere una misteriosa abilità. Sarà proprio questa capacità, unita alla rivelazione da parte del padre di essere stato Ultraman, a spingere Shinjiro a raccogliere l'eredità dell’eroe e combattere i nuovi alieni che minacciano la Terra come il nuovo Ultraman.

## Media

### Manga
La serie ha iniziato la serializzazione nel primo numero della rivista Monthly Hero's, pubblicato il 1º novembre 2011. Dopo la cessazione della rivista, avvenuta il 30 ottobre 2020, la serie è stata trasferita sul sito web Comiplex, dove ha ripreso la pubblicazione il 27 novembre 2020. Il primo volume tankōbon è stato pubblicato l'8 settembre 2012. Nel 2014, video promozionali sono stati trasmessi in streaming sul canale YouTube ufficiale di Monthly Hero's, con la partecipazione di Ruriko Kojima, Takeshi Tsuruno (attore di Shin Asuka in Ultraman Dyna) e Susumu Kurobe (interprete di Shin Hayata in Ultraman). I tre sono stati anche intervistati e hanno recensito il capitolo 4 del manga.
Un portale ufficiale dedicato al manga di Ultraman è stato annunciato e lanciato il 16 ottobre 2014. Il 1º maggio 2015 è stato annunciato un concorso di character design per alieni, che invitava i partecipanti a creare nuovi personaggi. I design vincitori sono apparsi nel volume 7 del manga. Il concorso si è concluso con l'annuncio dei vincitori il 3 agosto 2015. Tra questi: il primo premio è andato ad Alien Nephentes (ネペンテス星人?, Nepentesu Seijin) di Keisuke Watanabe; il premio Ace Killer Award (エースキラー賞,?, Ēsu Kirā-shō) è stato assegnato ad Alien Woovelve (ウヴェルヴ星人?, Uveruvu Seijin) di Hiroyasu Okanaga, e un altro riconoscimento è andato ad Alien Megoma (メゴマ星人?, Megoma Seijin) di Kirimoro. Questi personaggi sono apparsi nel volume 7 come membri dello squadrone mercenario Ace Killer Squad.
Diversi volumi tankōbon includono contenuti extra, come ad esempio: una figure in vinile morbido della tuta di Ultraman indossata da Shinjiro nel volume 5; la tuta di Ultraman Moroboshi versione 7.2 nel volume 7; e un’edizione speciale del volume 8 con un DVD allegato. Alcuni volumi contengono anche commenti speciali: Sayaka Akimoto (membro di AKB48) nel volume 1, Hideo Kojima nel volume 4, Koichi Sakamoto nel volume 5 e Hideo Ishiguro (interprete di Ultraman Orb) nel volume 9.
Il 23 giugno 2015, Viz Media ha ospitato i creatori del manga, Eiichi Shimizu e Tomohiro Shimoguchi, al San Diego Comic-Con 2015. Viz Media ha acquisito la licenza per la distribuzione in lingua inglese del manga in Nord America nel febbraio 2015, e il primo volume è stato pubblicato il 18 agosto dello stesso anno.
In Italia la serie è stata annunciata al Lucca Comics & Games 2014 da Star Comics che la pubblica nella collana Action dal 15 aprile 2015.

#### Volumi
| Nº | Data di prima pubblicazione | Data di prima pubblicazione                                                 | Data di prima pubblicazione | Data di prima pubblicazione |
| Nº | Giapponese                  | Giapponese                                                                  | Italiano                    | Italiano                    |
| -- | --------------------------- | --------------------------------------------------------------------------- | --------------------------- | --------------------------- |
| 1  | 8 settembre 2012            | ISBN 978-4-86468-301-2                                                      | 15 aprile 2015              | ISBN 978-88-6920-256-8      |
| 2  | 5 marzo 2013                | ISBN 978-4-86468-321-0                                                      | 16 luglio 2015              | ISBN 978-88-6920-371-8      |
| 3  | 5 settembre 2013            | ISBN 978-4-86468-341-8                                                      | 14 ottobre 2015             | ISBN 978-88-6920-501-9      |
| 4  | 5 marzo 2014                | ISBN 978-4-86468-358-6                                                      | 17 febbraio 2016            | ISBN 978-88-6920-689-4      |
| 5  | 5 novembre 2014             | ISBN 978-4-86468-378-4 (ed. regolare) ISBN 978-4-86468-377-7 (ed. limitata) | 15 giugno 2016              | ISBN 978-88-226-0046-2      |
| 6  | 4 luglio 2015               | ISBN 978-4-86468-420-0                                                      | 16 novembre 2016            | ISBN 978-88-226-0369-2      |
| 7  | 29 dicembre 2015            | ISBN 978-4-86468-422-4 (ed. regolare) ISBN 978-4-86468-423-1 (ed. limitata) | 15 febbraio 2017            | ISBN 978-88-226-0473-6      |
| 8  | 5 luglio 2016               | ISBN 978-4-86468-301-2 (ed. regolare) ISBN 978-4-86468-466-8 (ed. limitata) | 21 giugno 2017              | ISBN 978-88-226-0597-9      |
| 9  | 29 dicembre 2016            | ISBN 978-4-86468-486-6                                                      | 15 novembre 2017            | ISBN 978-88-226-0766-9      |
| 10 | 5 luglio 2017               | ISBN 978-4-86468-507-8                                                      | 13 febbraio 2019            | ISBN 978-88-226-1262-5      |
| 11 | 5 dicembre 2017             | ISBN 978-4-86468-529-0                                                      | 20 gennaio 2021             | ISBN 978-88-226-2098-9      |
| 12 | 5 luglio 2018               | ISBN 978-4-86468-537-5 (ed. regolare) ISBN 978-4-86468-538-2 (ed. limitata) | 18 agosto 2021              | ISBN 978-88-226-2441-3      |
| 13 | 5 marzo 2019                | ISBN 978-4-86468-624-2                                                      | 19 gennaio 2022             | ISBN 978-88-226-2868-8      |
| 14 | 5 novembre 2019             | ISBN 978-4-86468-677-8                                                      | 18 maggio 2022              | ISBN 978-88-226-3206-7      |
| 15 | 5 aprile 2020               | ISBN 978-4-86468-716-4                                                      | 15 febbraio 2023            | ISBN 978-88-226-3773-4      |
| 16 | 4 dicembre 2020             | ISBN 978-4-86468-767-6                                                      | 12 luglio 2023              | ISBN 978-88-226-4212-7      |
| 17 | 5 giugno 2021               | ISBN 978-4-86468-809-3                                                      | 13 dicembre 2023            | ISBN 978-88-226-4424-4      |
| 18 | 5 aprile 2022               | ISBN 978-4-86468-879-6                                                      | 11 giugno 2024              | ISBN 978-88-226-4837-2      |
| 19 | 3 febbraio 2023             | ISBN 978-4-86468-154-4                                                      | 19 novembre 2024            | ISBN 978-88-226-5236-2      |
| 20 | 5 febbraio 2024             | ISBN 978-4-86468-237-4                                                      | 25 novembre 2025            | ISBN 978-88-226-5701-5      |
| 21 | 5 febbraio 2025             | ISBN 978-4-86805-045-2                                                      | —                           | —                           |

### Motion comic
Per celebrare l'uscita del quarto volume di Ultraman, Monthly Hero's ha annunciato, nel marzo 2014, il lancio di un Motion Comic (モーションコミック, Mōshon Komikku), una versione del manga parzialmente animata, con l’aggiunta di colori e doppiatori. La prima uscita ha incluso tutti e sei i capitoli del Volume 1 del manga, con Ryōhei Kimura, primo membro del cast annunciato, nel ruolo del protagonista Shinjiro Hayata. Altri doppiatori si sono aggiunti nel corso della produzione. Due motion comic speciali sono stati inclusi in una versione speciale del volume 8 del manga, insieme al CD ULTRASINGLES.

### Discografia
Un singolo intitolato ULTRASINGLES è stato pubblicato insieme alla versione speciale del volume 8, contenente tre canzoni interpretate da Maaya Uchida nel ruolo del suo personaggio Rena Sayama, con testi scritti da Eiichi Shimizu. I brani includono Lovely Me, composto da Tomokazu Tashiro, Authentic, composto da Koji Igarashi e Ultlove (ウルトラブ?, Urutorabu), che è stato pubblicato per la prima volta sul canale YouTube ufficiale di Monthly Hero's alla fine di dicembre 2015; quest'ultimo è stato composto da Shinjiro "MANI" Sakamoto, che ha suonato anche il Tsugaru-jamisen, con Eiichi Shimizu alla chitarra.

### Anime
Un adattamento anime del manga è stato annunciato nel novembre 2017, rivelatosi successivamente un anime in 3DCG co-prodotto da Production I.G e Sola Digital Arts. L'anime è stato co-diretto da Kenji Kamiyama e Shinji Aramaki, ed è la 33ª serie del franchise Ultraman (la terza animata). La colonna sonora è stata composta da Nobuko Toda e Kazuma Jinnouchi. La serie è stata distribuita su Netflix il 1º aprile 2019. La sigla finale, Sight Over The Battle, è stata eseguita dal gruppo OLDCODEX.
Durante il Festival Internazionale del Film d'Animazione di Annecy 2019, Netflix ha annunciato che una seconda stagione era in produzione, con lo stesso staff principale confermato, e l'aggiunta di Hiroyuki Uchiyama come direttore della serie. Un evento di lancio si è tenuto il 24 agosto 2021. Inizialmente, Tatsuhisa Suzuki era stato scelto per doppiare il nuovo personaggio Kotaro Higashi, ma ha lasciato il ruolo nell'agosto 2021 dopo aver sospeso le proprie attività di doppiaggio. È stato sostituito da Tomoaki Maeno. La seconda stagione è stata pubblicata il 14 aprile 2022.
La terza e ultima stagione è stata pubblicata l'11 maggio 2023.

### Episodi

#### Prima stagione
| Nº | Titolo italiano Giapponese 「Kanji」 - Rōmaji                                                                        | In onda        | In onda        |
| Nº | Titolo italiano Giapponese 「Kanji」 - Rōmaji                                                                        | Giapponese     | Italiano       |
| 1  | Un potere che non è fatto per questo mondo 「この地球にあってはならない力」 - Kono Chikyū ni Atte wa Naranai Chikara | 1º aprile 2019 | 1º aprile 2019 |
| 2  | Un destino inevitabile 「逃れられない運命」 - Nogare rarenai Unmei                                                   | 1º aprile 2019 | 1º aprile 2019 |
| 3  | Essere Ultraman non è poi così male 「ウルトラマンやるのも悪くないかも」 - Urutoraman Yaru no mo Warukunai kamo      | 1º aprile 2019 | 1º aprile 2019 |
| 4  | Disattivare il limitatore! 「リミッター解除!」 - Rimittā Kaijo!                                                      | 1º aprile 2019 | 1º aprile 2019 |
| 5  | Una città aliena 「異星人の街」 - Iseijin no Machi                                                                   | 1º aprile 2019 | 1º aprile 2019 |
| 6  | Essere Ultraman è una maledizione 「ウルトラマンという呪い」 - Urutoraman to iu Noroi                                | 1º aprile 2019 | 1º aprile 2019 |
| 7  | Pensieri nascosti 「秘められた思い」 - Himerareta Omoi                                                               | 1º aprile 2019 | 1º aprile 2019 |
| 8  | L'alba della verità 「真実の幕開け」 - Shinjitsu no Makuake                                                          | 1º aprile 2019 | 1º aprile 2019 |
| 9  | Piacere di conoscerti, fratellone 「はじめまして、兄さん」 - Hajimemashite, Nīsan                                    | 1º aprile 2019 | 1º aprile 2019 |
| 10 | Il Consiglio dell'ammasso stellare 「星団評議会」 - Seidan Hyōgi-kai                                                 | 1º aprile 2019 | 1º aprile 2019 |
| 11 | Non cambiare 「そのままの君でいて」 - Sono mama no Kimi de ite                                                       | 1º aprile 2019 | 1º aprile 2019 |
| 12 | Ace Killer 「エースキラー」 - Ēsu Kirā                                                                               | 1º aprile 2019 | 1º aprile 2019 |
| 13 | Il vero Ultraman 「本当のウルトラマン」 - Hontō no Urutoraman                                                        | 1º aprile 2019 | 1º aprile 2019 |

### Seconda stagione
| Nº | Titolo italiano Giapponese 「Kanji」 - Rōmaji                 | In onda        | In onda        |
| Nº | Titolo italiano Giapponese 「Kanji」 - Rōmaji                 | Giapponese     | Italiano       |
| 1  | L'uomo di New York 「NYから来た男」 - Nyūyōku kara kita otoko | 14 aprile 2022 | 14 aprile 2022 |
| 2  | Fuoco e furia 「憤怒の炎」 - Fundo no Honō                    | 14 aprile 2022 | 14 aprile 2022 |
| 3  | L'uomo senza luce 「失われた『光』」 - Ushinawareta Hikari    | 14 aprile 2022 | 14 aprile 2022 |
| 4  | Attacco all'SSSP 「科特隊急襲」 - Katoku-tai Kyūshū           | 14 aprile 2022 | 14 aprile 2022 |
| 5  | La fortezza Dorata 「黄金の城塞」 - Kogane no Jōsai           | 14 aprile 2022 | 14 aprile 2022 |
| 6  | ULTRAMAN N. 6 「六番目のULTRAMAN」 - Roku-banme no Urutoraman | 14 aprile 2022 | 14 aprile 2022 |

### Terza stagione
| Nº | Titolo italiano Giapponese 「Kanji」 - Rōmaji                                                                       | In onda        | In onda        |
| Nº | Titolo italiano Giapponese 「Kanji」 - Rōmaji                                                                       | Giapponese     | Italiano       |
| 1  | Un livello superiore 「新たなる予兆」 - Aratanaru Yochō                                                             | 11 maggio 2023 | 11 maggio 2023 |
| 2  | La maledizione di Ultraman 「親子にふりかかる呪い」 - Oyako ni Furikakaru Noroi                                     | 11 maggio 2023 | 11 maggio 2023 |
| 3  | La scelta di un eroe 「ヒーローとしての選択」 - Hīrō to shite no Sentaku                                            | 11 maggio 2023 | 11 maggio 2023 |
| 4  | Nessuno di cui fidarsi 「信じてもらえないなら、俺は一人でもやる」 - Shinjite moraenainara, ore wa ichi-ri demo yaru | 11 maggio 2023 | 11 maggio 2023 |
| 5  | Nascondino 「追うものと追われる者」 - Ou mono to owareru mono                                                       | 11 maggio 2023 | 11 maggio 2023 |
| 6  | Il ritorno di un guerriero 「歴戦の勇士」 - Rekisen no Yūshi                                                        | 11 maggio 2023 | 11 maggio 2023 |
| 7  | Il quarto successore 「4人目の継承者」 - Yo'ninme no Keishō-sha                                                     | 11 maggio 2023 | 11 maggio 2023 |
| 8  | TARO contro ULTRAMAN 「TARO vs ULTRAMAN」                                                                           | 11 maggio 2023 | 11 maggio 2023 |
| 9  | La rivelazione 「更なる覚醒」 - Saranaru kakusei                                                                    | 11 maggio 2023 | 11 maggio 2023 |
| 10 | Il disastro 「真の厄災」 - Shin no Yakusai                                                                          | 11 maggio 2023 | 11 maggio 2023 |
| 11 | Un incubo diventato realtà 「悪夢の召喚」 - Akumu no shōkan                                                         | 11 maggio 2023 | 11 maggio 2023 |
| 12 | Finale 「さらば、我らの――」 - Saraba, warera no...                                                                  | 11 maggio 2023 | 11 maggio 2023 |

### Videogioco
Il 10 gennaio 2020 è stato annunciato il rilascio di un gioco mobile basato sul manga di Ultraman, per dispositivi iOS e Android. Il gioco, intitolato Ultraman: Be Ultra, è stato lanciato all'inizio del 2020 in Giappone.

### Merchandise
Il 30 aprile 2016 è stata annunciata una versione FRP in scala 1:1 della Spacium Sword di Dan Moroboshi/Ultraman Suit versione 7.2, con uscita prevista per agosto 2016. I preordini sono stati resi disponibili al prezzo di 55.000 yen (59.400 yen tasse incluse) tramite Eikoh.
Nell'ottobre 2015 è stata lanciata un'action figure articolata di Shinjiro Hayata con la sua Ultraman Suit, frutto di una collaborazione tra Ultra-Act (la linea di figures di Tsuburaya) e S.H. Figuarts. La figure è stata messa in vendita a 6.840 yen, con preordini attivati il 23 ottobre 2015 e spedizioni iniziate a maggio 2016.
Nel 2016, Gecco Corp. ha prodotto un diorama in scala 1/6 di Shinjiro Hayata con la sua Ultraman Suit, dotato di una testa rimovibile per alternare tra il volto di Shinjiro e il casco della tuta. Inoltre, è stata lanciata una collaborazione con Pioneer SE-MX9-K per la produzione di cuffie ispirate al casco della Ultraman Suit di Shinjiro.

## Accoglienza
Nella settimana dal 29 giugno al 5 luglio 2015, il sito giapponese Oricon ha riportato che il volume 6 di Ultraman si è classificato al 33º posto, con un totale stimato di 26.214 copie vendute. Dal 6 al 12 luglio dello stesso anno, le vendite sono aumentate, portando il volume al 20º posto con un totale di 73.673 copie. Nella settimana dal 28 dicembre 2015 al 3 gennaio 2016, il volume 7 si è classificato al 20º posto con 43.969 copie vendute. La settimana successiva, dal 4 al 10 gennaio, è sceso al 38º posto, raggiungendo un totale di 68.100 copie. Dal 4 al 10 luglio, il volume 8 si è classificato nuovamente al 20º posto, con circa 41.077 copie vendute.
Durante il San Diego Comic-Con 2016, Ultraman si è classificato al 5º posto nella categoria "Miglior nuovo manga per bambini/ragazzi". All'inizio del 2017, il volume 9 ha raggiunto il 24º posto, con 59.898 copie vendute.
Il manga ha venduto oltre 2,4 milioni di copie entro il 2017, cifra che è cresciuta fino a superare i 2,8 milioni entro il 2018.
Rebecca Silverman di Anime News Network ha recensito il volume 1, elogiando la partecipazione del protagonista Shinjiro allo sviluppo della trama, pur notando che "il salto temporale risulta un po' brusco, così come l'introduzione di Bemular".